# Élections municipales de 2026 à Nîmes
Pour des articles plus généraux, voir Élections municipales françaises de 2026 et Élections municipales de 2026 dans le Gard.
Les élections municipales de 2026 à Nîmes auront lieu en mars 2026. Elles visent au renouvellement du conseil municipal et du conseil communautaire de la communauté d'agglomération de Nîmes Métropole.

## Modalités du scrutin

### Dates
Ces élections se tiendront en mars 2026, les dates précises seront annoncées par décret au moins 3 mois avant le scrutin.

### Mode de scrutin
L'élection des conseillers municipaux et communautaires se déroule selon un scrutin de liste à deux tours avec prime majoritaire : les candidats se présentent en listes complètes avec la possibilité de deux candidats supplémentaires. Lors du vote, on ne peut faire ni adjonction, ni suppression, ni modification de l'ordre de présentation des listes. Chaque bulletin de vote comporte deux listes : une liste de candidats aux seules élections municipales et une liste de ceux également candidats au conseil communautaire.
Le nombre de sièges à pourvoir au conseil municipal de Nîmes correspond à celui des communes dont la population est comprise entre 150 000 et 200 000 habitants, soit 59 sièges. Les conseillers municipaux sont élus au suffrage universel direct pour une durée de mandat de six ans. L'élection se termine au premier tour en cas de majorité absolue. Le cas échéant, un second tour a lieu. Les listes qui ont obtenu au moins 10 % des suffrages exprimés au premier tour peuvent se présenter au second. Les candidats des listes qui ont obtenu plus de 5 % des suffrages exprimés au premier tour peuvent rejoindre une autre liste.
La liste ayant obtenu le plus de voix se voit attribuer la moitié des sièges, arrondie à l'entier supérieur si nécessaire. Ainsi, la liste majoritaire obtiens automatiquement 30 sièges. Les 29 sièges restants sont attribués à la représentation proportionnelle à la plus forte moyenne aux listes ayant obtenu au moins 5 % des suffrages exprimés au second tour (ou au premier tour en cas de tour unique).

## Contexte
Les élections municipales de 2020 ont été marquées par une abstention massive en raison de la pandémie de Covid-19, la participation lors du 1er tour s'étant effondrée de 56 % en 2014 à 32 % en 2020.
Sur le plan local, la liste conduite par le républicain Jean-Paul Fournier, candidat à sa propre succession, renforce sa position en obtenant 1 siège de plus qu'aux élections précédentes, alors que l'UDI et le MoDem ne sont plus sur cette liste.
La liste menée Vincent Bouget, soutenue par le Parti communiste et Génération.s réussit à entrer au conseil municipale et devient la première force d'opposition avec 8 sièges soit 1 de plus que l'ensemble de la gauche lors de la mandature précédente.
La liste centriste Les Centristes - La République en Marche - MoDem - UDI, ralliée au 2d tour par la liste du reste de la gauche Parti socialiste - Europe Écologie - Les Verts - La France insoumise réussit à faire siéger 5 personnes au conseil municipal.
Enfin, le Rassemblement national parvient à se maintenir à la mairie bien qu'ayant perdu 3 sièges de ses 7 sièges initiaux.

### Contexte politique local
Jean-Paul Fournier, maire de la ville depuis 2001, décide de ne pas briguer un 5e mandat et ne se représentera pas lors des élections de 2026.

## Candidatures déclarées
Le 15 janvier 2025, Valérie Rouverand, présidente de la section départementale de Renaissance, est la première à se déclarer candidate pour le poste de maire de Nîmes.
Le 12 mars 2025, Julien Plantier, conseiller municipal et ancien premier adjoint du maire, annonce qu'il sera candidat lors des prochaines élections,. Il est exclu de la majorité municipale et fonde le groupe Nîmes Avenir avec 15 élus de la majorité. Celui-ci rejette toute possibilité d'alliance avec Valérie Rouverand, mais dit vouloir tendre la main à Franck Proust. Il organise la construction de son programme avec des commissions de citoyens engagés et organise des rencontres dans les cafés de la ville.
Une semaine plus tard, le même Franck Proust, président républicain de la communauté d'agglomération, se déclare lui aussi candidat.
Le collectif Nimes en Commun, regroupant des membres du Parti Communiste, du Parti Socialiste, des Écologistes, de l’Après, de Génération.s, du Parti Radical de Gauche, de Place Publique, des dissidents de la France Insoumise et des membres de la société civile a mené une enquête filmée et organisé des projections débats sur la ville pour recueillir les avis des habitants. Après une première réunion publique de lancement le 11 février qui a réuni 450 personnes, une trentaine de débats organisés dans toute la ville (avec 1600 participants revendiqués), et une restitution publique de la démarche avec près de 750 personnes Vincent Bouget, ancien candidat de gauche en 2020 annonce sa candidature le 26 juin.

## Sondages
Tout sondage d'opinion est affecté par une marge d'erreur.
Une couleur arbitraire est associée à chaque institut de sondage ; ces couleurs sont une aide visuelle et ne correspondent pas à une tendance politique.

### Premier tour
| Source     | Date de réalisation | Échantillon | LFI       | PCF-PS-LÉ | ENS          | DVD      | LR-UDI | RN           |
| Source     | Date de réalisation | Échantillon | Menard    | Bouget    | ENS          | Plantier | Proust | RN           |
| ---------- | ------------------- | ----------- | --------- | --------- | ------------ | -------- | ------ | ------------ |
| Source     | Date de réalisation | Échantillon |           |           |              |          |        |              |
| Opinionway | 25-31 mars 2025     | 576         | 8         | 29        | 16 Rouverand | —        | 20     | 27 Gillet    |
| Opinionway | 25-31 mars 2025     | 576         | 25 Menard | 25 Menard | 8 Lachaud    | 21       | 23     | 23 Josserand |

N.B. :
- en gras sur fond coloré : le candidat arrivé en tête du sondage ;
- en gras sur fond blanc les candidats qualifiés au second tour dans le sondage.

### Second tour
| Source     | Date de réalisation | Échantillon | PCF-PS-LÉ | RE-MoDem-HOR | LR-UDI | RN     |
| Source     | Date de réalisation | Échantillon | Bouget    | Rouverand    | Proust | Gillet |
| ---------- | ------------------- | ----------- | --------- | ------------ | ------ | ------ |
| Source     | Date de réalisation | Échantillon |           |              |        |        |
| Opinionway | 25-31 mars 2025     | 576         | 33        | 15           | 22     | 30     |
| Opinionway | 25-31 mars 2025     | 576         | 37        | —            | 30     | 33     |

N.B. :
- en gras sur fond coloré : le candidat arrivé en tête du sondage ;

## Résultats
|                          |                   |                               |              |              |             |             |        |        |  |
| Tête de liste            | Tête de liste     | Liste                         | Premier tour | Premier tour | Second tour | Second tour | Sièges | Sièges |  |
| Tête de liste            | Tête de liste     | Liste                         | Voix         | %            | Voix        | %           | CM     | CC     |  |
|                          | Vincent Bouget    | NeC - PCF - PS - PP - LÉ -G.s |              |              |             |             |        |        |  |
|                          |                   |                               |              |              |             |             |        |        |  |
|                          | Julien Plantier   | NA                            |              |              |             |             |        |        |  |
|                          |                   |                               |              |              |             |             |        |        |  |
|                          | Franck Proust     | LR                            |              |              |             |             |        |        |  |
|                          |                   |                               |              |              |             |             |        |        |  |
|                          | Valérie Rouverand | RE                            |              |              |             |             |        |        |  |
|                          |                   |                               |              |              |             |             |        |        |  |
|                          |                   |                               |              |              |             |             |        |        |  |
| Votes valides            |                   |                               |              |              |             |             |        |        |  |
| Votes blancs             |                   |                               |              |              |             |             |        |        |  |
| Votes nuls               |                   |                               |              |              |             |             |        |        |  |
| Total                    | Total             | Total                         |              | 100          |             | 100         | 59     | 52     |  |
| Abstention               |                   |                               |              |              |             |             |        |        |  |
| Inscrits / participation |                   |                               |              |              |             |             |        |        |  |